# Julieta Bracho
Julieta Bracho (Ciudad de México, 26 de enero de 1950) es una actriz y bailarina mexicana, conocida principalmente por su participación en telenovelas y teatro. Pertenece a una familia cuyos miembros han estado relacionados con el cine mexicano durante tres generaciones.

## Carrera
Julieta se inició profesionalmente como bailarina en "El Ballet Concierto de México" con presentaciones en México y Estados Unidos. Comenzó su carrera como actriz en la telenovela La duda (1967), y posteriormente actuó en telenovelas como Fallaste corazón (1968), Rubí (1968), Velo de novia (1971),  El carruaje (1972), La señora joven (1972),  El edificio de enfrente (1972),  Hermanos Coraje (1972), La fiera (1983), Quinceañera (1987), Vivo por Elena (1998), Destilando amor (2007), etc. Protagonizó las telenovelas Un original y veinte copias (1978) y Ambición (1980). En cine actuó en la película La recogida (1974).
En series de televisión actuó en 2009 en un episodio de la serie Adictos. En 1985 fue conductora del programa El gran mundo del teatro. Ha actuado en obras de teatro como La vida es un sueño, La Fiaca, No, no Nanette, Anillos para una dama, Son, Mi vida es mi vida, No hagan ruido, La prueba de las promesas, Chorus line y Amor sin barreras, entre otras. Julieta Bracho ha recibido varios premios en teatro, dos de ellos por Amor sin barreras.

#### Vida personal
Se casó con el también actor Mauricio Herrera, con quien permaneció casada durante 30 años, y juntos procrearon dos hijos: Alejandro y Claudio.

## Filmografía

### Telenovelas
- Destilando amor (2007) .... Elvira
- Vivo por Elena (1998) .... Rebeca
- Quinceañera (1987-1988) .... Palmira
- La fiera (1983-1984) .... Regina
- Ambición (1980).... Olga
- Vamos juntos (1979-1980) .... Florencia
- Un original y veinte copias (1978) .... María
- Marina (1974)
- Penthouse (1973-1974)
- Los que ayudan a Dios (1973) .... Mayra
- Hermanos Coraje (1972-1973) .... Ana María
- El edificio de enfrente (1972-1973) .... Lupe
- La señora joven (1972-1973) .... Rita
- El carruaje (1972) .... Pepita Peña
- Velo de novia (1971) .... Flor
- La familia (1969)
- Aurelia (1968)
- Fallaste corazón (1968) .... Ana María
- Rubí (1968) .... Laura
- La duda (1967)

### Películas
- La recogida (1974)

### Serie de televisión
- Adictos (1 episodio: "Videojuegos", 2009)

### Programas de televisión
- El gran mundo del teatro (1985) .... Conductora

### Teatro
- La vida es un sueño
- La Fiaca
- No, no, Nanette
- Anillos para una dama
- Son
- Mi vida es mi vida
- No hagan ruido
- La prueba de las promesas
- Chorus line
- Amor sin barreras

### Doblajes
- The Partridge Family - Shirley Partridge (Shirley Jones)